# Johann Heinrich Cherler
Johann Heinrich Cherler (Basilea, Suiza, 1570-Montbéliard, 1610) fue un botánico y médico suizo.

## Biografía
Nació en Basilea. Era el hijo del pastor evangélico y poeta Paul Cherler y de Elisabeth, hija de Jean Bauhin. Johann Heinrich Cherler se casó con la hija del botánico Johann Bauhin, con quien desarrolló el libro Historiæ plantarum generalis novas et absolutæ Prodomus un resumen de los conocimientos botánicos de su época que no se publicó hasta 1619, mucho después de la muerte Cherlers. Se describen 5.000 especies vegetales y documentan en 3.000 dibujos. Fue médico de la corte en el entonces condado de Mömpelgard de Wurtemberg.
Trabajó, entre otras cosas, como profesor de filosofía en la Academia de Nîmes.

## Obra
- Peri Tēs Tu Anthrōpu Geneseōs Theōria. Con Johann Niklaus Stupanus, ed. Ostenius, 12 pp. 1592

- Historiæ plantarum generalis novæ et absolutissimæ quinquaginta annis elaboratæ iam prelo commissæ prodromus (con Johann Bauhin). Yverdon, 65 pp. 1619

- Historia plantarum universalis, nova, et absolutissima (con Johann Bauhin). 3 vols. Yverdon 1650–1651 (vol. 1, 2, 3)

## Honores

### Eponimia
Género
- (Caryophyllaceae) CherleriaL. ex Hall.[1]

Especies
- (Convolvulaceae) Convolvulus cherleriAgardh ex Roem. & Schult.[2]

- (Fabaceae) Anthyllis cherleri Brügger[3]